# Nieinfekcyjne choroby roślin
Nieinfekcyjne choroby roślin, czasem zwane także chorobami fizjologicznymi roślin – choroby roślin spowodowane niekorzystnymi dla nich warunkami atmosferycznymi, glebowymi, niedoborem niezbędnych składników lub trującymi pierwiastkami i związkami chemicznymi występującymi w powietrzu, glebie i wodzie. Wspólną ich cechą jest to, że nie są zakaźne, tzn. nie przenoszą się z rośliny na roślinę. Mogą jednak wystąpić masowo i spowodować duże szkody.

## Grupy czynników powodujących nieinfekcyjne choroby roślin
Nieinfekcyjne chorobowe czynniki atmosferyczne:
- zbyt mała lub zbyt duża wilgotność powietrza;
- nadmierne opady atmosferyczne;
- zbyt niska temperatura;
- zbyt wysoka temperatura;
- niedostatek lub nadmiar światła;
- trujące składniki powietrza[1]

Nieinfekcyjne chorobowe czynniki glebowe:
- nadmiar wody w glebie;
- niedobór wody w glebie;
- nieodpowiednia temperatura gleby[1].

Niedobór lub nadmiar składników pokarmowych:
- niedobór lub nadmiar azotu;
- niedobór lub nadmiar fosforu;
- niedobór lub nadmiar potasu;
- niedobór lub nadmiar magnezu;
- niedobór lub nadmiar wapnia;
- niedobór lub nadmiar siarki;
- niedobór lub nadmiar żelaza;
- niedobór lub nadmiar boru;
- niedobór lub nadmiar manganu;
- niedobór lub nadmiar miedzi;
- niedobór lub nadmiar cynku;
- niedobór lub nadmiar molibdenu[1].

Nieinfekcyjnym chorobom roślin uprawnych nadano nazwy, np. dzieciuchowatość bulw ziemniaka, zgorzel liści sercowych buraka itp.